# شاخ‌بزیان
شاخ‌بزیان یا مارتینیان (Martyniaceae) تیره‌ای از نعناسانان علفی یک یا چندساله‌است، گاه با ریشه غده‌ای، دارای چهار سرده و سیزده گونه که محدود به برّ جدید هستند؛ گیاهان این تیره کرکهای لعاب‌داری دارند که حالتی چسبناک و لزج به برگها و ساقه می‌دهد و میوه‌های آن قلابدار یا شاخدار است.